# Bruce Crawford

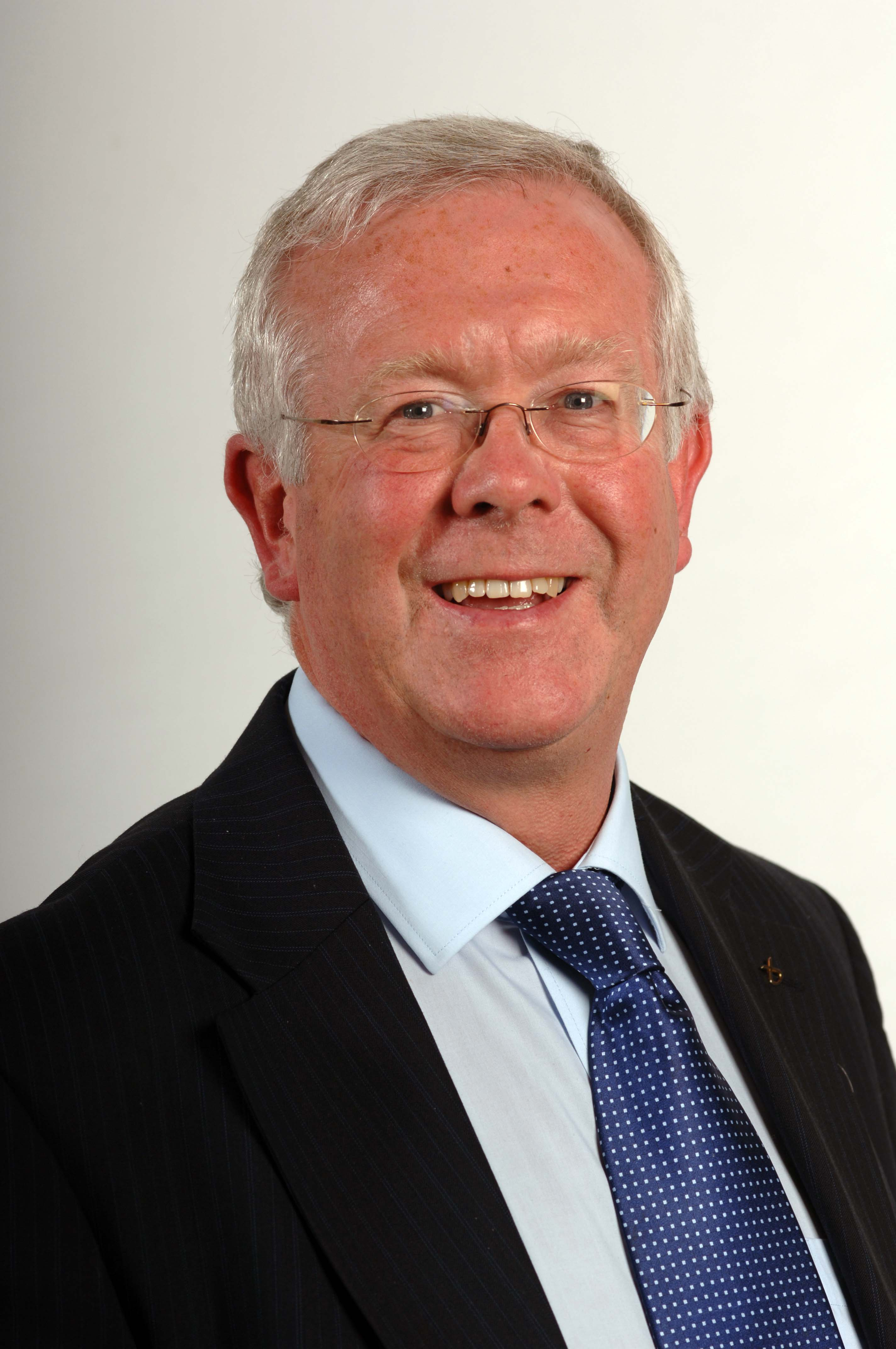
Bruce Crawford

Bruce Crawford (* 16. Februar 1955) ist ein schottischer Politiker und Mitglied der Scottish National Party (SNP).
Crawford besuchte die Kinross & Perth High School. In den Jahren von 1974 bis 1999 war er für das Scottish Office tätig. Zwischen 1988 und 2001 war Crawford gewähltes Ratsmitglied der Region Perth and Kinross, dem er zwischen 1996 und 1999 vorsaß. Bei den Schottischen Parlamentswahlen 1999 trat Crawford als Kandidat der SNP auf der Wahlliste der Region Mid Scotland and Fife an und erlangte einen Sitz im neugeschaffenen Schottischen Parlament. Bei den Parlamentswahlen 2003 trat er sowohl als Kandidat auf der Regionalliste als auch als Kandidat für den Wahlkreis Stirling an. Im Wahlkreis Stirling konnte Crawford nach Sylvia Jackson von der Labour Party und dem Kandidaten der Conservative Party, Brian Monteith, nur die dritthöchste Stimmenanzahl auf sich vereinen, gelangte jedoch erneut über die regionale Wahlliste ins Parlament. Bei den Parlamentswahlen 2007 gewann er schließlich das Direktmandat des Wahlkreises, das er bei den Parlamentswahlen 2011 mit deutlichem Vorsprung vor dem Kandidaten der Labour Party verteidigte. Im Kabinett Salmond I zwischen 2007 und 2011 hatte Crawford den Postens des Parliamentary Business Ministers inne. In der folgenden Legislaturperiode bekleidet Craword die Position des Ministers für Parlaments- und Regierungsstrategie.
Crawford ist verheiratet und Vater dreier Söhne. Er interessiert sich für Sport, insbesondere Fußball und Rugby und ist Anhänger der schottischen Fußballnationalmannschaft und des Vereins Dunfermline Athletic. Außerdem spielt er gerne Golf.